# Rudán Andrea
Rudán Andrea (Budapest, 1986. június 16. –) válogatott labdarúgó, hátvéd. Jelenleg a Ferencvárosi TC játékosa.

## Pályafutása

### A válogatottban
2007 és 2010 között öt alkalommal szerepelt a válogatottban.

## Sikerei, díjai
- Magyar bajnokság
  - 3.: 2008–09, 2011–12
- Magyar kupa
  - győztes: 2012[1]

## Statisztika

### Mérkőzései a válogatottban
| Magyarország | Magyarország      | Magyarország                | Magyarország | Magyarország | Magyarország | Magyarország | Magyarország | Magyarország |
| #            | Dátum             | Helyszín                    | Hazai        | Eredmény     | Vendég       | Kiírás       | Gólok        | Esemény      |
| ------------ | ----------------- | --------------------------- | ------------ | ------------ | ------------ | ------------ | ------------ | ------------ |
| 1.           | 2007. június 20.  | Karlstad, Tingvalla Stadion | Svédország   | 7 – 0        | Magyarország | Eb-selejtező | -            | 66'          |
| 2.           | 2007. október 21. | Bük                         | Magyarország | 2 – 2        | Szlovénia    | barátságos   | -            | 60'          |
| 3.           | 2008. október 2.  | Montereale Valcellina       | Olaszország  | 3 – 0        | Magyarország | Eb-selejtező | -            | 75'          |
| 4.           | 2010. március 11. | Szenc                       | Szlovákia    | 1 – 1        | Magyarország | barátságos   | -            | 75'          |
| 5.           | 2010. május 5.    | Zalaegerszeg                | Magyarország | 3 – 1        | Szlovénia    | barátságos   | -            | 65'          |
|              | Összesen          |                             |              | 5            | mérkőzés     |              | 0            | gól          |